# Odontomyia pilosa
Odontomyia pilosa is een vliegensoort uit de familie van de Stratiomyidae. De wetenschappelijke naam van de soort is voor het eerst geldig gepubliceerd in 1882 door Day.